# Робърт Скот
Капитан Робърт Фалкън Скот (на английски: Robert Falcon Scott) е английски морски офицер и изследовател на Антарктида. Кавалер на Викторианския кралски орден.

## Биография

### Произход и военноморска кариера (1868 – 1900)
Роден е на 6 юни 1868 г. в Девънпорт (днес част от град Плимут), Великобритания, в семейството на собственик на пивоварен завод. Учи в училище Сток Демерел, но скоро напуска и постъпва в подготвително военноморско училище в Стабингтън хаус. През 1881 полага конкурсни изпити и е зачислен като гардемарин във военноморското училище на Британския кралски флот.
През 1883 г. полага успешни изпити за мичман и е назначен на корвета „Боадицея“ – флагмански кораб на Капската ескадра и линкора „Монарх“ – кораб от учебната ескадра на военноморския флот, където се запознава със секретаря на Кралското географско дружество сър Клементс Маркъм (1830 – 1916).
През 1888 г. изучава навигация, минно-торпедно дело и управление на артилерийския огън в Гринуич и Портсмут и е произведен младши лейтенант. Назначен е на крайцера „Амфион“ и плава в Тихия океан и Средиземно море.
През 1896 г. отново се среща с Маркъм, вече президент на Кралското географско дружество, който е привърженик на идеята за организиране на британска антарктическа експедиция и който запалва тази идея в младия тогава офицер.

### Експедиционна дейност (1900 – 1912)

#### Британска антарктическа експедиция (1900 – 1904)
Клементс Маркъм осигурява от правителството и от частни лица големи средства за експедицията и се заема с оборудването ѝ, което е най-високо техническо равнище. По негова препоръка през юни 1900 за началник на експедицията е назначен Робърт Скот, вече капитан 2-ри ранг. Построен е специален кораб „Дискавъри“ за плаване в ледовете, който е и много добре оборудван за научна дейност. В състава на експедицията участват няколко известни учени и експедиционни работници, в т.ч. Алберт Армитидж и Ърнест Шакълтън.
В края на 1901 г. „Дискавъри“ отплава от Англия и се отправя за Антарктида. На 9 януари 1902 г. достига нос Адер (71°17′ ю. ш. 170°06′ и. д. / 71.283333° ю. ш. 170.1° и. д.), проследява източния бряг на Земя Виктория и цялото протежение на Ледената бариера Рос и на 30 януари открива п-ов Земя Едуард VІІ (77°40′ ю. ш. 154°30′ з. д. / 77.666667° ю. ш. 154.5° з. д.). Поради непроходимите ледове на изток „Дискавъри“ се връща обратно и зимува на брега на остров Рос (77°30′ ю. ш. 168°00′ и. д. / 77.5° ю. ш. 168° и. д.), от където са организирани походи с шейни в различни направления. На острова е построена база, в която започват да се провеждат регулярни метеорологични, хидроложки, магнитни и други наблюдения.
На 2 ноември 1902 г. Скот заедно с Шакълтън и Едуард Уилсън предприема поход на юг от остров Рос до 82º 17` ю.ш. и 163° и.д., от където на 31 декември 1902 тръгват обратно. По време на похода са открити ледниците Кетлиц (78°30′ ю. ш. 164°00′ и. д. / 78.5° ю. ш. 164° и. д.) и Ферар (77°50′ ю. ш. 162°00′ и. д. / 77.833333° ю. ш. 162° и. д.), остров Уайт (78°10′ ю. ш. 167°30′ и. д. / 78.166667° ю. ш. 167.5° и. д.) и връх Маркъм (82°52′ ю. ш. 161°20′ и. д. / 82.866667° ю. ш. 161.333333° и. д.). На обратния път пътниците заболяват от скорбут, Шакълтън е сериозно болен, кучетата са избити за храна на тях и на останалите живи кучета и едва на 3 февруари 1903 тримата се добират до базата.
На 28 февруари 1903 г. до базата се добира транспортният кораб „Морнинг“ с въглища и припаси и с него в родината се връщат девет болни матроси, в т.ч. и Шакълтън, а останалите начело със Скот се готвят за ново зимуване в ледовете на Антарктика. Второто зимуване също преминава благоприятно, а през пролетта три отряда се отправят в различни посоки от базата. Скот, заедно с няколко спътника, се отправя на запад, като извършва най-дългия (400 км) и продължителен (почти три месеца) поход, като достига до 146° 30' и.д. Той открива шелфовия ледник Дригалски (74º 30` – 75º 30` ю.ш., 162º 40` – 164º 30` и.д.) и установява, че Земя Виктория се явява плато с височина около 3000 м. Другия отряд изминава на югоизток около 260 км и изяснява, че Ледената бариера Рос се явява северния край на гигантския шелфов ледник Рос, който се простира до 80° ю.ш. на юг. В средата на февруари 1904 от Англия пристигат два парахода „Морнинг“ и „Тера Нова“. С помощта на взривове „Дискавъри“ е освободен от ледовете след двугодишен плен и експедицията благополучно се завръща в родината.

#### Надпреварата за Южния полюс (1910 – 1912)
През 1909 в Англия се завръща Ърнест Шакълтън, бившия спътник на Скот, който същата година прави неуспешен опит за достигане на Южния полюс. Неговите разкази за пътя към полюса и за възможностите за достигането му от към море Рос още повече разпалват национални съревнования в първенството за достигането на полюса. Появяват се десетки проекти, реални и фантастични Експедиции към полюса подготвят в Япония, САЩ и Германия. Англия не желае да отстъпи първенството в изследването на южния континент въобще и особено достигането на Южния полюс и Скот започва усилена подготовка за осъществяване на това мероприятие.
На 1 юни 1910 г. на кораба „Тера Нова“ Скот се отправя към Антарктида и на 3 януари 1911 г. влиза в залива Макмърдо, където хвърля котва, недалеч от предишната стоянка на „Дискавъри“ и започва пренасяне на товарите на сушата. В своя поход към полюса освен кучета Скот за първи път използва малки манджурски кончета купени от Далечния Изток и моторни шейни – също нововъведение в Антарктика. Няколко дни след установяването на базовия лагер Скот научава, че има конкурент в лицето на норвежеца Руал Амундсен. От този ден нататък започва трагедията на Скот и неговите другари.
На 2 ноември 1911 г. (един месец след Амундсен) екипът на Скот тръгва към полюса, като постепенно спомагателните партии, съпровождащи основната група, се прибират в базата. Още с тръгването си експедицията е споходена от неудачи и трудности, отчасти от грешки на ръководителя, отчасти от стеченията на обстоятелствата. Най-напред от строя излизат моторните шейни, а манчжурските кончета, които Скот предпочита пред кучетата, са застреляни на 9 декември, на около 83° ю.ш. – свършва фуража за тях и не издържат лютия студ и натоварването си. На 11 декември, на 84° ю.ш., назад са върнати и последните два кучешки впряга и се налага всички да се впрегнат в шейните и да ги влачат след себе си. На 21 декември, 85° ю.ш., в базата се връщат четирима души, а на 4 януари 1912, 87° 30' ю.ш. – още трима. От там на юг в последните 250 км продължават петима: Робърт Скот, Едуард Уилсън, Хенри Боуърс, Лоурънс Оутс и Едгар Ивънс. След изтощително пътуване, те достигат целта на 17 януари 1912, но установяват, че Амундсен ги е изпреварил с пет седмици. Скот записва в дневника си: „Норвежците са ни изпреварили – Амундсен се оказа първи на полюса! Чудовищно разочарование! Всичките мъки и тежести – заради какво? Аз с ужас мисля за обратния път...“
Връщането действително се превръща в катастрофа. Разочаровани, гладни и страдащи от скорбут тръгват обратно. Първи загива Едгар Ивънс при падане от леден хълм на 17 февруари 1912. Втори е капитан Лоурънс Оутс, на когото измръзват краката. Сутринта на 16 март той спокойно казва „Ще отида да се разходя“ и изчезва, като тялото му не е намерено. Остават трима. Последният лагер на тримата се намира само на 18 км от хранителния склад построен предварително, за да се ползва при завръщането им. Последната записка в дневника на Скот е направена на 29 март 1912: „Ние знаехме, че отиваме на риск. Обстоятелствата бяха против нас и няма причини да се жалваме. Смъртта е вече близо. За Бога, погрижете се за (не оставяйте) нашите близки!...“.
Телата на Скот, Уилсън и Боуърс и дневниците им са намерени от спасителната група едва на 12 ноември 1912. Съдейки по това, че Скот е лежал в незатворен спален чувал и е взел дневниците на другите, се предполага, че е починал последен. На мястото на трагедията спасителната група издига пирамида от лед и сняг и кръст, направен от ските им.

## Личен живот
В началото на 1907 г. се запознава с бъдещата си съпруга Катлин Брус. На 2 септември 1908 г. двамата се женят, въпреки че са от различни прослойки на обществото (тя е скулпторка).

## Памет
Неговото име носят:
- бряг Скот (73° 30` – 78° 00` ю.ш.) в Антарктида, Земя Виктория;
- ледник Скот (66°15′ ю. ш. 100°00′ и. д. / 66.25° ю. ш. 100° и. д.) в Антарктида, Земя Уилкс;
- ледник Скот (86°00′ ю. ш. 151°30′ и. д. / 86° ю. ш. 151.5° и. д.) в Антарктида, Бряг Амундсен;
- нос Скот (70°59′ ю. ш. 168°00′ и. д. / 70.983333° ю. ш. 168° и. д.) в Антарктида, Земя Виктория;
- остров Скот (67°23′ ю. ш. 179°54′ з. д. / 67.383333° ю. ш. 179.9° з. д.) в южната част на Тихия океан, Антарктика;
- планина Скот (67°45′ ю. ш. 51°00′ и. д. / 67.75° ю. ш. 51° и. д.) в Антарктида, Земя Ендърби;
- полярна станция Амундсен-Скот – американска полярна станция на Южния полюс.

В памет на Скот и другарите му в Антарктида на брега на залива Макмърдо стои кръст. На него е написана строфа от стихотворение на знаменития английски поет Алфред Тенисън: 
| „ | Бори се и търси, намирай и не се предавай. | “ |